# Libelloides tadjicus
Libelloides tadjicus is een insect uit de familie van de vlinderhaften (Ascalaphidae), die tot de orde netvleugeligen (Neuroptera) behoort. 
Libelloides tadjicus is voor het eerst wetenschappelijk beschreven door Luppova in 1973.